# Daisuke Murakami
Pour les articles homonymes, voir Murakami.
 (juillet 2025).
Si vous disposez d'ouvrages ou d'articles de référence ou si vous connaissez des sites web de qualité traitant du thème abordé ici, merci de compléter l'article en donnant les références utiles à sa vérifiabilité et en les liant à la section « Notes et références ».
Daisuke Murakami (村上 大輔, Murakami Daisuke), né le 18 mai 1983 à Sapporo, est un snowboardeur japonais spécialisé dans les épreuves de half pipe. Il remporte une victoire en Coupe du monde en 2010 à Kreischberg.

## Palmarès

### Jeux olympiques d'hiver
| Édition/Discipline | Half pipe |
| JO de 2002         | 19e       |
| JO de 2010         | 27e       |

### Championnats du monde
| Édition/Discipline         | Half pipe |
| Championnats du monde 2001 | 22e       |
| Championnats du monde 2003 | 35e       |
| Championnats du monde 2007 | 14e       |

### Coupe du monde
- Meilleur classement général : 40e en 2006.
- Meilleur classement en half pipe : 6e en 2005.
- 3 podiums en half pipe dont une victoire.